# Morfem
În lingvistică, morfemul este cel mai mic element purtător de sens din limbă. Din acest punct de vedere se opune fonemului, care este cel mai mic element al limbii, însă nepurtător de sens ca atare.
Morfemul nu se confundă nici cu alte elemente ale limbii. Astfel, un cuvânt poate constitui un morfem (de exemplu șal, copil, cânt, face), dar poate fi format și din mai multe morfeme (ex. șaluri, copilaș, cântă, reface). De asemenea, un morfem poate fi constituit dintr-o silabă (ex. re- în reface) sau din mai multe (ex. copil), dar o silabă poate fi și numai o succesiune de foneme, deci să nu aibă sens (ex. co- în copil).
Morfemele nu sunt totdeauna identificabile ca segmente separate. De exemplu, în limba franceză, sintagma le livre de la fille „cartea fetei” conține morfemul prepoziție de pentru exprimarea posesiei și morfemul articol hotărât la, dar în sintagma le livre du garçon „cartea băiatului”, morfemul de și cel articol hotărât le sunt combinate într-un singur cuvânt monosilabic ca urmare a unui proces petrecut în istoria limbii.
În general, morfemele intră în mai multe combinații cu alte morfeme, dar sunt și morfeme unice, care intră într-o singură sintagmă, fiind cuvinte autonome într-un stadiu mai vechi al limbii, și care nu mai sunt autonome, ci folosite numai în unități frazeologice. Așa sunt, în franceză, cuvintele culese cu caractere aldine în au fur et à mesure „pe măsură” sau în dans son for intérieur „în sinea lui/ei”.
Se consideră că există și morfem zero, atunci când, de exemplu, lipsa de desinență exprimă o categorie gramaticală într-o paradigmă în care categoria respectivă este exprimată de desinențe efective. Astfel, desinența zero exprimă singularul în forma teren, față de plural în forma terenuri, persoana I în merg, față de persoana a II-a în mergi și a III-a în merge, timpul prezent în cânt față de imperfect în cântam.

## Morfem, morf și alomorf
Termenul „morfem” a fost introdus în lingvistică de către structuraliști ca denumire a unui element abstract, teoretic, valabil în domeniul limbii văzută ca abstracțiune. În vorbire, domeniu văzut ca realizare concretă a limbii, morfemul se realizează prin elementul numit „morf”. Acesta este imediat izolabil ca segment într-un enunț, fiind reprezentantul morfemului.
Unui morfem poate să-i corespundă un singur morf, de exemplu în cazul en  prefixului un- „ne-”, al cuvântului black „negru, neagră” sau al sufixului -ize „-iza”. Alteori, unui morfem îi corespund mai multe morfe, acestea fiind numite variante ale morfemului sau „alomorfe”. Exemple:
- În limba engleză, morfemul pluralului substantivelor, -s, are trei alomorfe: [s] în books „cărți”, [z] în radios „radiouri” și [iz] în houses „case”[1].
- În franceză, morfemul rădăcină al verbului cu sensul „a merge” are alomorfe în funcție de morfemele cu care se combină: all- în aller „a merge” sau în nous allons „mergem”, v- în je vais „(eu) merg” sau în tu vas, i- în j’irai „voi merge”, tu iras „vei merge”[7].
- În limbile din diasistemul slav de centru-sud, morfemele cuvinte pot avea alomorfe cauzate de sufixele care li se adaugă, de exemplu morfemul vuk are alomorfele vuk în forma vuk „lup” cu desinență zero (nominativ singular) sau în vukovi „lupi” (nominativ plural), vuc-, de exemplu în vucima „lupilor” (dativ plural) și vuč- în vuče „lupule” (vocativ)[8].
- În limba turcă, caracterizată prin armonie vocalică, desinența cazului acuzativ singular are alomorfele -i (ex. evi „casă”) și -ü (ex. köyü „sat”), în funcție de vocala precedentă din cuvânt[3].
- În maghiară, pe lângă alomorfe de sufixe determinate de armonia vocalică, sunt și alomorfe ale unor morfeme cuvinte care diferă numai prin vocala pe care o cuprind, și care se pot folosi liber unul în locul altuia, ex. csoda ~ csuda „minune” sau fel ~ föl „în sus”[9].

Morfele din ultimele exemple sunt cu alternanță liberă, iar celelalte sunt cu distribuție complementară, adică nu pot fi folosite unul în locul celuilalt. Printre acestea din urmă, unele sunt determinate fonetic, de exemplu sufixul de trecut simplu din engleză, -ed, realizat [d] (în said „spuse”) și [t] (în wished „dori”), altele sunt determinate morfologic, ex. swim „înoată” vs. swam „înotă”.
Există și morfe omonime, adică o anumită secvență de foneme poate constitui morfele unor morfeme diferite, de exemplu, în limba română, -ă constituie o desinență de nominativ feminin singular, dar și o desinență de persoana a III-a singular, indicativ prezent a verbelor de conjugarea I, ceea ce este bine ilustrat de cuvintele omonime ceartă substantiv și (el/ea) ceartă verb. Un exemplu în engleză este sufixul en  -er al gradului comparativ de superioritate (harder „mai tare”) și sufixul -er formator de substantive nume de agent: worker „muncitor”.
În unele limbi, care au ortografie preponderent etimologică, există și morfeme care cel mai adesea se realizează numai în scris, precum în franceză morfemul de plural -s al substantivelor și adjectivelor. Legat de acest fenomen este cazul morfemului articol hotărât plural les. Acesta are un alomorf [le] înaintea cuvintelor care încep cu consoană (les parents „părinții”), și unul [lez] înaintea celor cu inițială vocalică: les enfants „copiii”.

## Tipuri de morfeme
Morfemele pot fi clasificate din mai multe puncte de vedere: după cum constituie cuvinte autonome sau nu (independente sau dependente), după sensul lor (lexical sau gramatical), după cum sunt constituite dintr-un singur segment sau din mai mult de unul (continue sau discontinue), după cum fac sau nu parte dintr-un cuvânt (segmentale și suprasegmentale), după cum fac sau nu corp comun cu termenul la care se atașează (sintetice sau analitice).
Un morfem independent, numit și liber, este unul care poate constitui un cuvânt de sine stătător, fiind totdată o rădăcină, de exemplu ro  șal, copil, cânt, face, en  book „carte”, red „roșu/roșie”, fast „rapid/repede”.
Un morfem dependent, numit și legat, nu există în calitate de cuvânt autonom. De cele mai multe ori este un afix, ca segmentele cu caractere aldine din cuvintele șaluri, copilaș, cântă și reface, dar poate fi și o rădăcină, ex. en  typ- (în type „tip”, typical „tipic”), hu  gugg- în guggol „stă pe vine”.
Sensul pe care îl are un morfem este unul lexical sau unul gramatical, unele morfeme fiind purtătoare de sensuri de ambele tipuri. Un morfem lexical poate fi o rădăcină independentă (copil, face) sau dependentă (hu  gugg-), ori un element care participă la formarea de cuvinte, adică un afix, de exemplu în copilaș, copiliță, copilandru, copilărie, reface, preface, sau un element de cuvânt compus, ex. cele două componente ale cuvântului en  blackbird „mierlă” (< black „neagră” + bird „pasăre”). Morfemele lexicale fac parte dintr-o clasă deschisă.
Un morfem gramatical poate fi un afix care exprimă o categorie gramaticală, eventual și un raport sintactic. Cele nominale sunt sufixe care exprimă, în funcție de limbă, numărul, cazul și genul la substantive, adjective și pronume, ex. case, acestei(a). Cele verbale sunt afixe care exprimă, în funcție de limbă, modul, timpul, persoana, numărul, aspectul: cânta (sufixul timpului imperfect), cântam (desinența de persoana I singular la imperfect), cântând (sufixul modului gerunziu), hr  popiti „a bea” (unul din prefixele aspectului perfectiv), obećavati „a promite” (unul din sufixele aspectului imperfectiv). Tot morfeme gramaticale sunt și așa-numitele cuvinte gramaticale sau funcționale, de exemplu prepozițiile și conjuncțiile. Morfemele gramaticale constituie o clasă închisă.
Unele morfeme sunt în același timp gramaticale și lexicale, de exemplu unele prefixe care exprimă aspectul și totodată schimbă sensul lexical al verbului: ex. hu  bemegy „intră”, kimegy „iese”, felmegy „urcă”, lemegy „coboară”, elmegy „pleacă”, odamegy „merge acolo”, visszamegy „se întoarce”.
Un morfem continuu se constituie dintr-o succesiune neîntreruptă de foneme (vezi toate exemplele de mai sus), pe când un morfem discontinuu este format dintr-o succesiune întreruptă de foneme, de pildă, în română, cel al modului infinitiv, alcătuit din elementul formant al infinitivului, a, și sufixul infinitivului (ex. a admira), sau, în limba germană, morfemul participiului, format dintr-un prefix și un sufix, ex. geliebt „iubit”.
Un morfem segmental este un segment fonic, deci este un cuvânt sau face parte dintr-un cuvânt ca rădăcină sau ca afix, iar unul suprasegmental este un element prozodic care însoțește un morfem segmental. În română, un asemenea morfem este accentul pe desinența de persoana a III-a singular la perfectul simplu al verbelor de conjugarea I, în opoziție cu lipsa accentului pe desinența de aceeași persoană la indicativ prezent (cântă [kɨn'tǝ] vs. cântă ['kɨntǝ]), sau intonația și intensitatea accentului, care diferențiază cazul vocativ de cel nominativ chiar la substantive care sunt alcătuite din aceeași secvență fonică la ambele cazuri.
Un morfem sintetic face corp comun cu unitatea lexico-gramaticală la care se atașează. Astfel sunt afixele. Dimpotrivă, un morfem analitic nu face corp comun cu termenul la care se atașează, precum, în română, prepoziția de din structura modului supin, conjuncția să din structura modului conjunctiv, prepoziția pe a complementului direct nume de persoană, verbele auxiliare morfologice din structura formelor modale și temporale etc..